# Permanent syndical
Un permanent syndical est un syndiqué déchargé de tout ou partie de ses activités professionnelles pour pouvoir se consacrer à la vie de son organisation.
Dans la fonction publique française, les organisations syndicales peuvent disposer de décharges syndicales dont la répartition est fonction des résultats aux élections professionnelles.